# Медичний м'яч

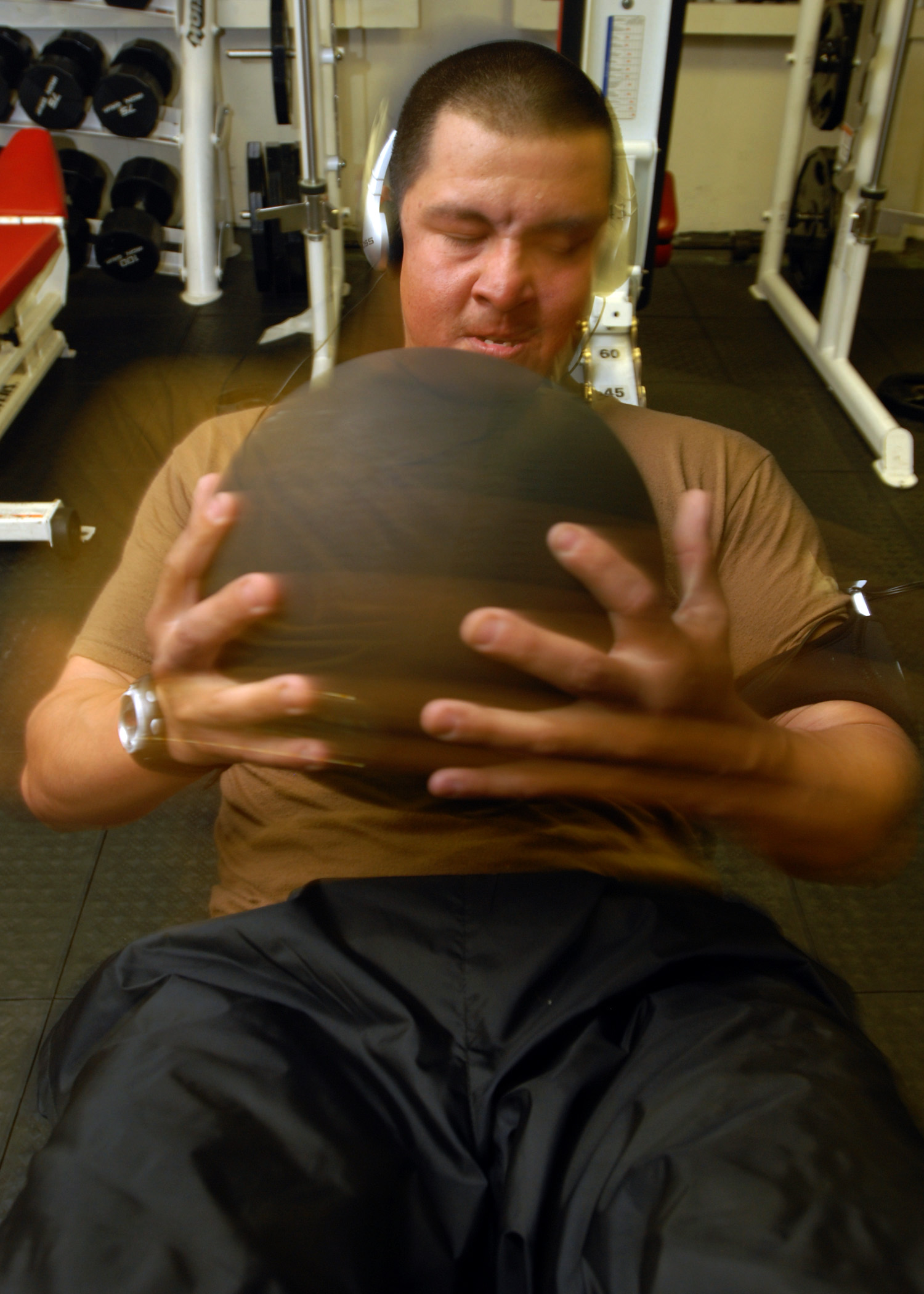
Виконання вправи з медичним м'ячем.

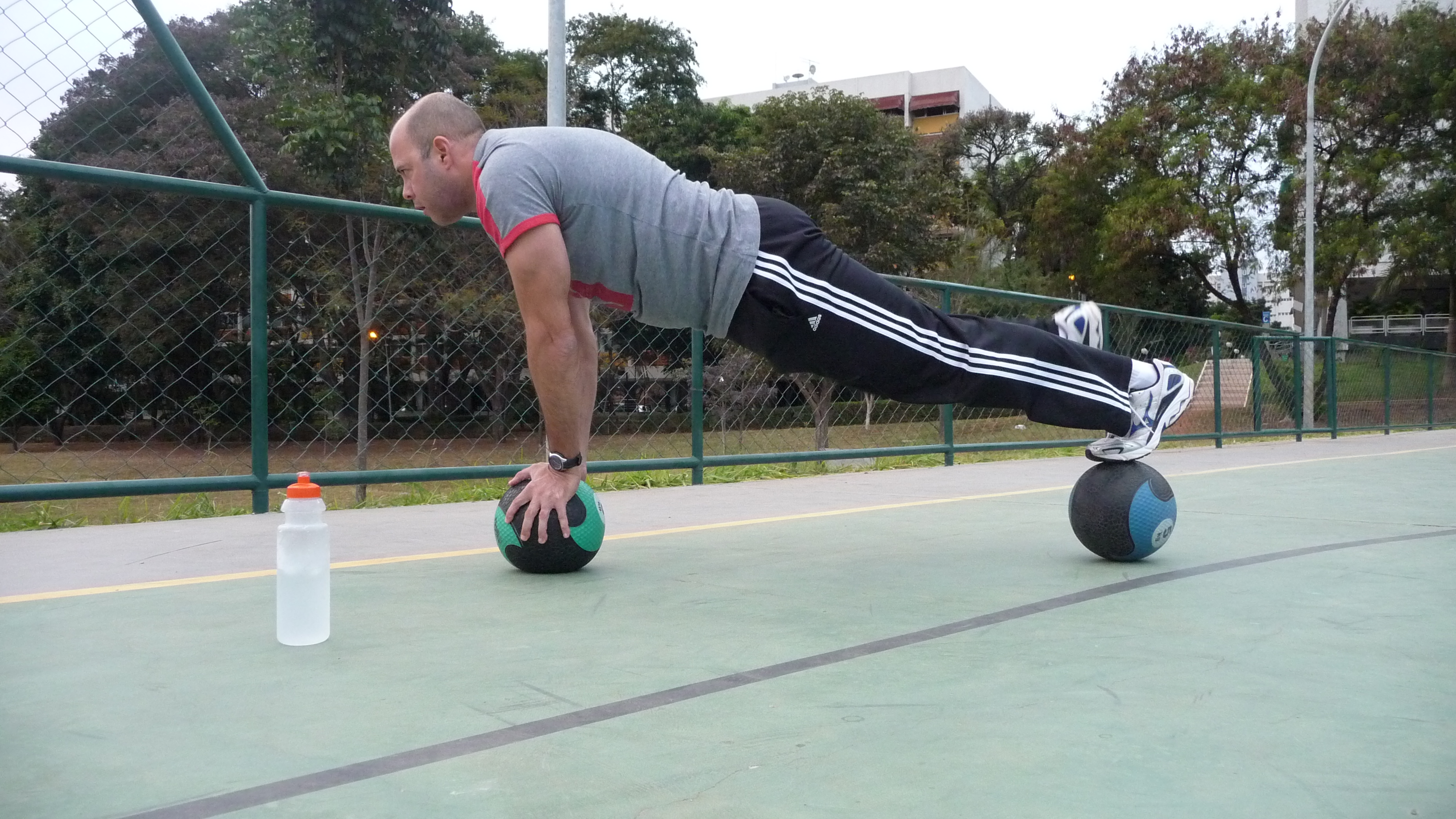
Планка на медичних м'ячах.

Медичний м'яч — це обтяжений м'яч, у діаметрі приблизно як плечі (близько 35 см), часто застосовуваний при фізичній реабілітації та силовому тренуванні. Медичний м'яч також відіграє важливу роль у сфері спортивної медицини. Однак, його не варто плутати з більшим за розміром гімнастичним м'ячем.
Медичні м'ячі зазвичай є доступними у масі 1-11 кг та ефективно використовуються у пліометричному ваговому тренуванні задля підвищення вибухової сили серед атлетів у всіх видах спорту. Деякі м'ячі сягають 35.5 см у ширину та 6.35 кг у масі, інші мають вигляд баскетбольних обтяжених м'ячів. 
Медичний м'яч використовують для дитячого тренування як найкращий засіб для подолання страху перед вправами з вільною вагою. Також він є одним із найпопулярніших елементів спортивного обладнання у спортивних залах через те, що при падінні не пошкоджує підлогу.
Подейкують, що Гіпократ набивав шкури тварин для своїх пацієнтів з медичною метою, щоб ті їх жбурляли. У 1705 році подібні великі м'ячі існували в Персії. Термін «медичний м'яч» датується щонайраніше 1876 роком, у праці American Gymnasia and Academic Record Роберта Дженкінса-молодшого.

## Див. також

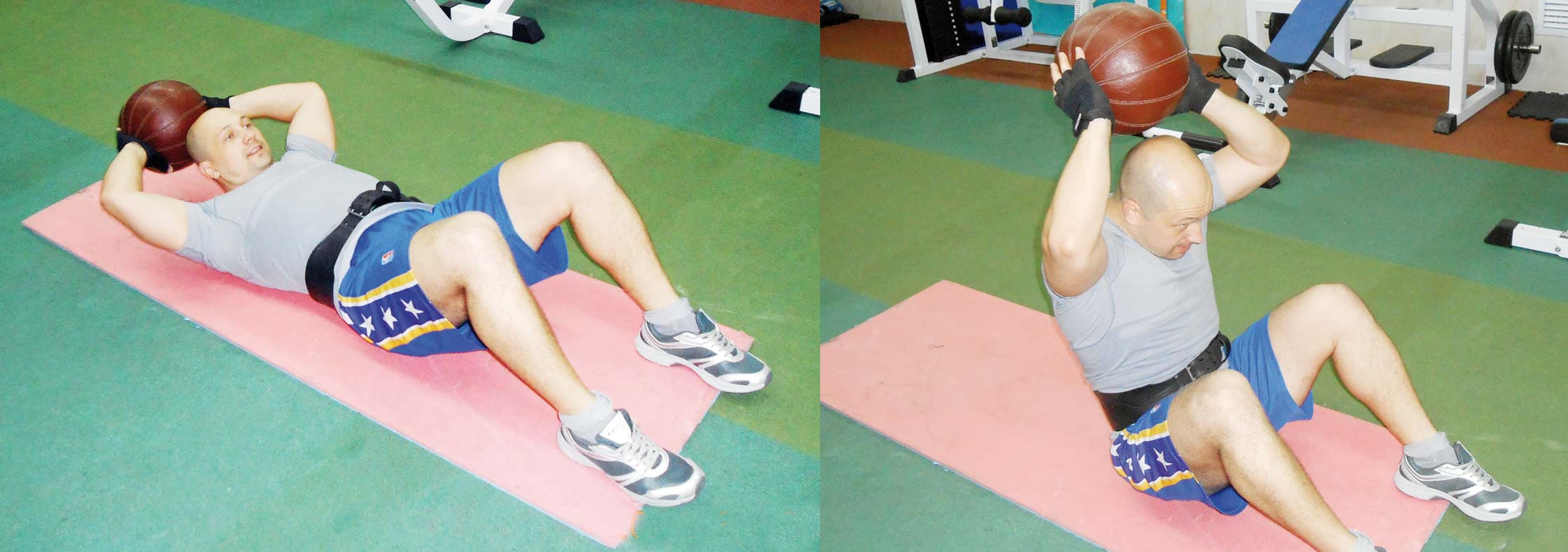